# Дмитровская (платформа, Савёловское направление МЖД)
Дми́тровская — строящийся остановочный пункт Савёловского направления Московской железной дороги на линии МЦД-1. Будет расположен между Савёловским вокзалом и платформой Тимирязевская.
Будет пересадочной на станцию метрополитена Дмитровская Серпуховско-Тимирязевской линии, а также Дмитровскую МЦД-2 (Рижского направления Московской железной дороги).
Будет иметь выход к Новодмитровской ул., а также к культурно-офисному центру «Хлебозавод № 9»
На декабрь 2024 года строительство остановочного пункта описывалось, как «возможное в перспективе».

## Наземный общественный транспорт
На этой станции можно пересесть на следующие маршруты городского пассажирского транспорта:
- Автобусы: м40, 427, 447, с543, т29, т78, н10
- Трамваи: 27, 29